# SC Himberg
Der SC Himberg (Langname: „Sportclub Himberg“) ist ein Fußballverein in der niederösterreichischen Marktgemeinde Himberg im Bezirk Bruck an der Leitha. Der Verein gehört dem Niederösterreichischen Fußballverband (NÖFV) an und spielt in der Saison 2024/25 in der Gebietsliga Süd/Südost. Der Sportclub trägt seine Spiele im Waldstadion Himberg mit 1500 Plätzen aus.

## Geschichte
In der Saison 1993/94 sicherte sich der Verein den Meistertitel in der niederösterreichischen Landesliga.

## Bekannte Spieler und Trainer
- Philipp Prosenik
- Helmut Zeiner
- Peter Lackner
- Thomas Panny
- Thomas Gonda
- Franz Maresch
- Andreas Wieland
- Manfred Wachter
- Günter Kreissl
- Horst Gruber
- Attila Sekerlioglu

## Erfolge
- Niederösterreichische Landesliga:
  - 1 × Meister: 1994